# Форманта
Форма́нта — термин фонетики, обозначающий акустическую характеристику звуков речи (прежде всего гласных), связанную с уровнем частоты голосового тона и образующую тембр звука.

## История
Введён в практику научных исследований немецким физиологом Лудимаром Германом в 1894 году. Он предполагал, что каждый воздушный толчок, создаваемый голосовыми связками, возбуждает колебания ротового резонатора с присущей ему частотой, и затем эти колебания быстро затухают, пока не будут вновь возбуждены следующим воздушным толчком. Таким образом, график изменения давления воздуха вблизи рта при произнесении гласной должен состоять из чередования серий затухающих колебаний, имеющих высоту, определяемую собственным периодом резонатора, и следующих друг за другом с частотой колебаний связок. Согласно взгляду Германа, тон возбуждаемого таким образом резонатора может и не быть гармоническим обертоном тона связок. Для звука каждой гласной характерны лишь ритмические чередования тона определённой высоты для данной гласной. Герман назвал собственный тон резонаторной полости формантой гласной.

## Описание

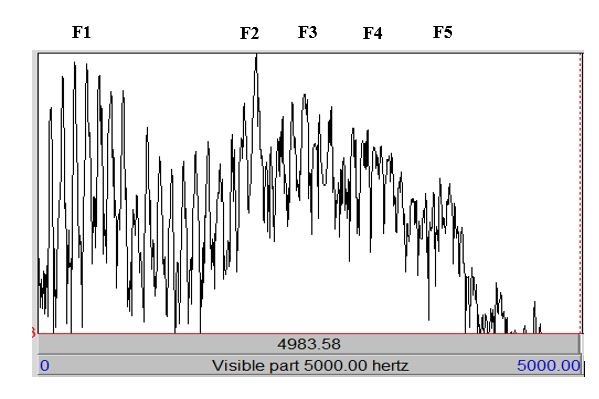
Спектр русской гласной [е], показывающий 5 форманту

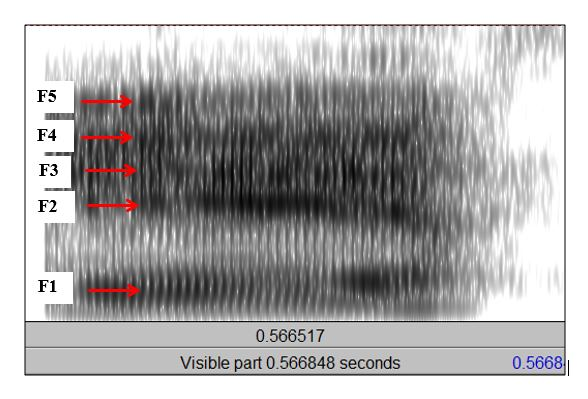
Спектрограмма русской гласной [е], показывающая 5 форманту

Из записи графиков звука гласных, снятых самим Германом, видно, что отдельные серии затухающих колебаний действительно следуют друг за другом, причём следуют через точно одинаковые промежутки времени (период основного тона связок) и абсолютно тождественны друг с другом. Никогда на записях графиков гласных не получается периодов, не подобных один другому. Это служит несомненным признаком того, что в составе звука гласной не существует негармонических составляющих, хотя резонаторная полость, может быть, и имеет свои резонансные частоты, не кратные периоду основного тона. Если учесть, что колебания более сложной формы всегда могут быть получены в результате сложения большого числа гармоник, становится очевидным, что взгляды Германа и Г. Гельмгольца по существу одинаковы.
Термин форманта обозначает определённую частотную область, в которой вследствие резонанса усиливается некоторое число гармоник тона, производимого голосовыми связками, то есть в спектре звука форманта является достаточно отчётливо выделяющейся областью усиленных частот. Фактически феномен форманты есть проявление работы активного полосового фильтра в составе речевого тракта. Принятое обозначение форманты — F. Считается, что для характеристики звуков речи достаточно выделения четырёх формант − FI, FII, FIII, FIV, которые нумеруются в порядке возрастания их частоты: самая низкая форманта, ближе всех расположенная к частоте голосового источника, — FI, за ней — FII и т. д. Для разных звуков речи характерны определённые частотные диапазоны формант.
Количество формант сопоставимо с количеством резонансных полостей в речевом тракте. Каждая из формант определяется всеми участками речевого тракта, хотя степень влияния в каждом конкретном случае неодинакова. В большинстве случаев для различения гласных звуков достаточно первых двух формант, однако практически всегда количество формант в спектре звука больше двух, что указывает на более сложные связи между артикуляцией и акустическими характеристиками звука, чем при условии рассмотрения только двух первых формант.
Для визуализации формант используются спектрограммы (англ. Spectrogram) и вейвлетограммы, получаемые при помощи специализированных программ для обработки сигналов.